# Pedro Romero (torero)
Pedro Romero Martínez (Ronda, 19 novembre 1754 – Ronda, 10 febbraio 1839) è stato un torero spagnolo.

## Biografia
Nato in una famiglia di toreri, da giovane partecipò a delle corride ad Algeciras e a Siviglia nel 1772 e a Madrid, con suo padre e Costillares nel 1775. L'anno successivo uccise 285 tori, confermando la sua reputazione e si presume che abbia combattuto 5.558 tori senza subire gravi lesioni prima di ritirarsi nel 1799.
È conosciuto come il primo matador a presentare la corrida come una forma d'arte e una dimostrazione di coraggio. Dopo il ritiro, Romero fu nominato capo di una scuola di corrida a Siviglia e, sebbene la scuola sia durata solo dal 1830 al 1832, ha avuto un'enorme influenza dal momento che Romero ha offerto le sue conoscenze ai matador in formazione.
Gli è riconosciuta l'invenzione dello stile classico della corrida nella Scuola di Ronda e il suo nome è inseparabile dalla Plaza de toros di Ronda.
Nel suo romanzo Fiesta, Hemingway rappresenta un giovane e molto abile torero che chiama Pedro Romero, presumibilmente in suo onore.